# Kujalleq
Kujalleq (en groenlandès: Kujalleq Kommunia, que significa 'el sud') és un municipi de Groenlàndia que agrupa els antics municipis de Nanortalik, Narsaq, Qaqortoq i una part del d'Ammassalik. Establert l'1 de gener del 2009, és el municipi menys poblat de l'illa amb 7.151 habitants l'any 2013. El seu centre administratiu es troba a Qaqortoq (en danès: Julianehåb).

## Símbols
L'escut d'armes de Kujalleq és format pel cap d'un moltó, que simbolitza la ramaderia ovina de la zona, una de les principals activitats econòmiques de la regió. A la part superior de l'escut hi ha el sol de la bandera de Groenlàndia. De fet, els colors de l'escut coincideixen amb els de la bandera del país. Va ser adoptat l'agost del 2008.

## Geografia
Kujalleq és el municipi més petit de Groenlàndia amb una superfície de 32.500 km², una àrea comparable amb la superfície de la comunitat autònoma de Catalunya. El municipi se situa a l'extrem sud de l'illa, i només limita amb el municipi de Sermersooq. Les aigües de la costa occidental són la del mar de Labrador, que es troba amb l'Atlàntic Nord obert a Uummannarsuaq, el cap del sud. La frontera a la costa occidental s'estén al llarg del fiord d'Alanngorsuaq i a la costa est fins al fiord d'Anorituup Kangerlua.
Tota l'àrea municipal és molt muntanyosa, amb nombrosos fiords que erosionen profundament el terra. Tots els assentaments es troben a la costa occidental, o als fiords que acaben allà.

## Localitats i assentaments
- Àrea de Nanortalik
  - Nanortalik (Nennortalik)
  - Aappilattoq
  - Alluitsup Paa (Sydprøven)
  - Ammassivik (Sletten)
  - Narsarmijit (Frederiksdal, Narsaq Kujalleq)
  - Tasiusaq
  - Qorlortorsuaq
- Àrea de Narsaq
  - Narsaq (Nordprøven)
  - Igaliku (Igaliko)
  - Narsarsuaq
  - Qassiarsuk
- Àrea de Qaqortoq
  - Qaqortoq (Julianehåb)
  - Eqalugaarsuit
  - Qassimiut
  - Saarloq

## Transport
L'únic aeroport és l'aeroport de Narsarsuaq. Els helicòpters i els vaixells van als altres assentaments.

## Agermanaments
Kujalleq manté una relació d'agermanament amb els següents municipis:
- Aarhus, Dinamarca[4]